# 아즈미뒤쥐
아즈미뒤쥐(Sorex hosonoi)는 땃쥐과에 속하는 포유류의 일종이다. 일본의 토착종이다. 서식지 감소로 멸종 위협을 받고 있다.